# Yuma (Colorado)
Yuma és una població dels Estats Units a l'estat de Colorado. Segons el cens del 2000 tenia 3.285 habitants.

## Demografia
Segons el cens del 2000, Yuma tenia 3.285 habitants, 1.275 habitatges, i 847 famílies. La densitat de població era de 522 habitants per km².
Dels 1.275 habitatges en un 32,9% hi vivien nens de menys de 18 anys, en un 52,8% hi vivien parelles casades, en un 9,1% dones solteres, i en un 33,5% no eren unitats familiars. En el 30,4% dels habitatges hi vivien persones soles el 14,6% de les quals corresponia a persones de 65 anys o més que vivien soles. El nombre mitjà de persones vivint en cada habitatge era de 2,53 i el nombre mitjà de persones que vivien en cada família era de 3,17.
Per edats la població es repartia de la següent manera: un 28,4% tenia menys de 18 anys, un 8,5% entre 18 i 24, un 26,4% entre 25 i 44, un 19,8% de 45 a 60 i un 16,9% 65 anys o més.
L'edat mediana era de 36 anys. Per cada 100 dones de 18 o més anys hi havia 90,6 homes.
La renda mediana per habitatge era de 30.371 $ i la renda mediana per família de 36.657 $. Els homes tenien una renda mediana de 25.962 $ mentre que les dones 16.968 $. La renda per capita de la població era de 14.424 $. Entorn del 7,8% de les famílies i el 14,3% de la població estaven per davall del llindar de pobresa.

## Poblacions més properes
El següent diagrama mostra les poblacions més properes.